# Шёпот сердца
Шёпот сердца (яп. 耳をすませば Мими о сумасэба, букв. «Если прислушаться») — манга и основанный на ней полнометражный фильм студии «Гибли», выпущенный в 1995 году. Автором фантастических пейзажей мультфильма выступил известный японский художник-импрессионист и писатель Наохиса Иноуэ.

## Сюжет
Фильм рассказывает о Сидзуку Цукисиме, ученице средних классов, обожающей проводить своё свободное время за чтением. Однако какой бы том она ни взяла в библиотеке, в его формуляре всегда значилось имя Сэйдзи Амасавы. После знакомства с необычным пареньком Сидзуку понимает, что он — её первая любовь. Общение с ним открывает для девушки её внутренний мир, она узнаёт много нового и о других, и о себе самой.
Одной из главных тем, затрагиваемых в сюжете, является период взросления и первой любви, переходный возраст во всех его проявлениях. Во многих деталях рассматривается эволюция чувств девочки — от недовольства нахальным мальчишкой до привязанности к нему. Однако самой главной темой является поиск самого себя и преодоления трудностей на пути к своей мечте.

## Спин-офф
По ходу фильма Сидзуку работает над фантастическим рассказом, который вращается вокруг статуэтки кота по имени Барон, обнаруженной в антикварной лавке господина Ниси. В 2002 году студия «Гибли» выпустила спин-офф фильм «Возвращение кота» режиссёра Хироюки Мориты, где снова появляется Барон.

## Интересные факты
Первоначально вместо современной Lofi Girl на одноимённом YouTube-канале использовалась анимация с Сидзуку. После закрытия канала из-за нарушения авторских прав анимацию заменили.